# Маттинен, Йорма
Йо́рма Ка́лерво Ма́ттинен  (фин. Jorma Kalervo Mattinen; род. 13 января 1955, Теува, Вааса) — финский учёный, профессор (1991), ректор академии Або (2006—2014), член Государственной комиссии по науке (1992—1994).

## Биография
В 1987 году защитил докторскую диссертацию в области органической химии.
С 1991 года является профессором кафедры органической химии академии Або.
С 1992 по 1994 год являлся членом Государственной комиссии по науке.
С 1997 по 2006 год был деканом факультета естественных наук и технологий, членом совета директоров академии, председателем и членом ряда рабочих групп.
С 1 января 2006 года по 31 декабря 2014 года был ректором академии Або, став первым за всю историю существования академии руководителем, для которого родным является не шведский, а финский язык. В июне 2013 года подписал четырёхстороннее соглашение о сотрудничестве в области биотехнологий с российским «Сколково», академией Або, университетом Турку и Научным парком Турку (Turku Science Park Ltd).